# Margaret Beckett
Margaret Mary Beckett, född Jackson 15 januari 1943 i Ashton-under-Lyne i Lancashire, är en brittisk politiker (Labour). Hon var Storbritanniens utrikesminister från maj 2006 till juni 2007. Beckett var 1974–1979 ledamot av underhuset för Lincoln och är sedan 1983 ledamot för Derby South.
Hon var tillförordnad partiledare för Labour efter John Smiths bortgång fram till Tony Blair valdes.
Margaret Beckett var minister för miljö-, livsmedel- och landsbygdsfrågor 2001–2006, innan hon som första kvinna någonsin i Storbritannien utnämndes till utrikesminister. Hon tillhörde den innersta kretsen kring Tony Blair och har starka kontakter med fackföreningsrörelsen.